# Egeria densa
Egeria densa (sin. Anacharis densa (Planch.) Vict., Elodea densa (Planch.) Casp.; elodea, luchecillo o maleza acuática brasileña) es una especie en el género Egeria nativa de áreas templadas de Sudamérica en el sudeste de Brasil, Argentina, Uruguay.

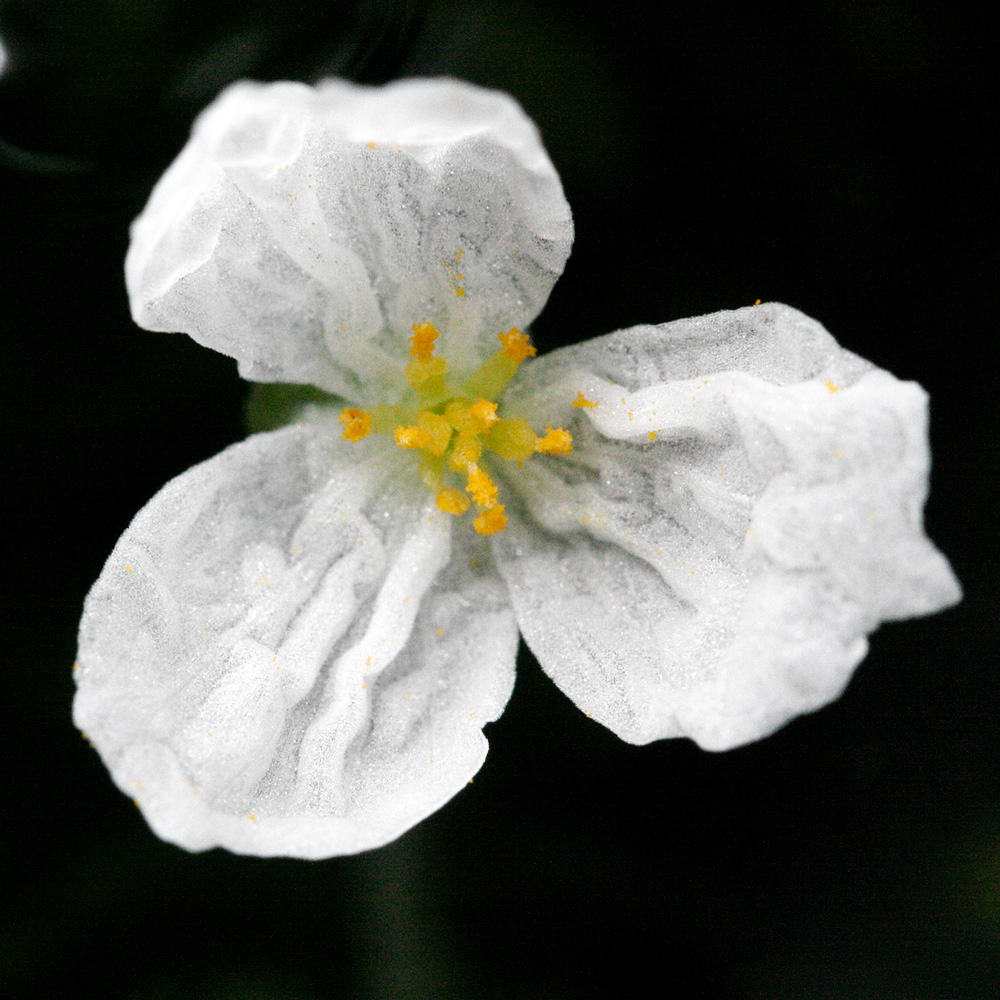
Detalle de la flor

## Descripción
Es una planta acuática, crece en aguas de hasta 4 m de profundidad,  con tallos conductores de 2 m o más de longitud, produciendo raíce a intervalos a lo largo de ellos. Hojas en grupos de cuatro a ocho, de 1–4 cm de largo y 2–5 mm de ancho, con un ápice agudo. Es dioica: plantas con flores masculinas y plantas con flores femeninas; las flores de 12–20 mm diámetro, con tres pétalos anchos, blancos, y redondeados, de 8–10 mm de largo en plantas macho, y de 6–7 mm de largo en plantas femeninas.

## Cultivo y usos
Egeria densa es una popular planta de acuario,  pero se trata actualmente de no venderla en algunas áreas por su potencial invasor. Las plantas en cultivo son todas de un clon macho, reproduciéndose vegetativamente.
Crece bien en acuarios fríos, y es apropiada para principiantes. Se propaga muy bien por cortes.
De acuerdo a reportes (cf. enlace Tropica)  secreta sustancias antibióticas que pueden ayudar a prevenir la expansión de algas verde azuladas. Prospera mejor en sitios de mucho nutriente , y alta luz.

### Especie invasora
Egeria densa ha escapado del cultivo y se ha naturalizado siendo una planta invasora en muchas regiones templadas a subtropicales del mundo, incluyendo Europa, sur de África, Asia, Australia, Nueva Zelanda y Norteamérica. En Estados Unidos aparece de Nueva York al sur de Florida y el oeste de California y de Oregón. En el delta del río Sacramento, California, fue introducida en los años 1960 y muy pronto produjo un severo y adverso impacto en los ecosistemas locales. La especie corrientemente infesta 2.400 ha, o sea el 12% del área total del delta. También es sumamente problemática en varios otros Estados. Y se la halla también en Canadá. Forma compactas matas que obstruyen el libre tránsito de botes, de ingreso a acueductos, trampas de sedimentos, matando la vegetación nativa, e impidiendo la migración de peces anádromos.

### Especie invasora en España
Debido a su potencial colonizador y constituir una amenaza grave para las especies autóctonas, los hábitats o los ecosistemas, esta especie ha sido incluida en el Catálogo Español de Especies Exóticas Invasoras, regulado por el Real Decreto 630/2013, de 2 de agosto, estando prohibida en España su introducción en el medio natural, posesión, transporte, tráfico y comercio.

## Taxonomía
Egeria densa fue descrita por Jules Emile Planchon y publicado en Annales des Sciences Naturelles; Botanique, sér. 3 11: 80. 1849.
Etimología
Egeria: nombre genérico nombrado por Egeria, en la mitología romana, una de las Camenas, ninfa del séquito de Venus, que habitaba en la fuente o manantial de Porta Capena en Roma; era protectora de las novias como futuras madres así como también de los partos. Se casó con Numa Pompilio, «el piadoso», segundo rey de Roma y le enseñó asuntos relacionados con ser un rey justo y sabio, inspirándole la legislación religiosa, enseñándole plegarias y conjuros eficaces.
densa: epíteto latíno que significa "densa"
Sinonimia

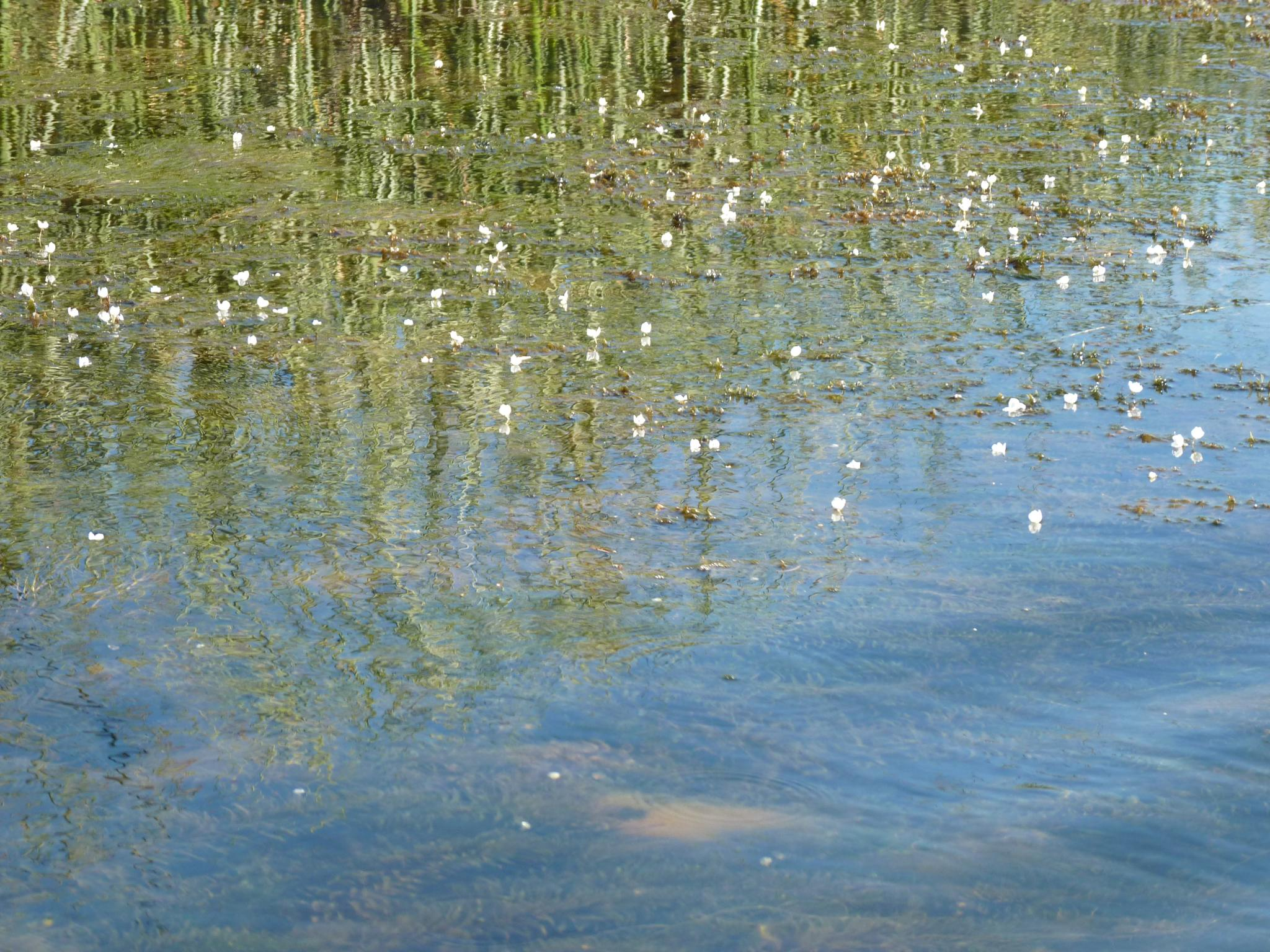
Egeria densa en Valdivia

- Elodea densa (Planch.) Casp., Monatsber. Königl. Preuss. Akad. Wiss. Berlín 1857: 49 (1857).
- Anacharis densa (Planch.) Vict., Contr. Lab. Bot. Univ. Montréal 18: 41 (1931).
- Philotria densa (Planch.) Small, Man. S.E. Fl.: 28 (1933).
- Potamogeton densus Schwein. ex L.C.Beck, Bot. North. Middle States: 268 (1833), nom. inval.
- Elodea canadensis var. gigantea L.H.Bailey, Stand. Cycl. Hort. 2: 111 (1914).[12]